# Katrine Michelsen
Katrine Michelsen, detta Trine (Gentofte, 21 gennaio 1966 – Emdrup, 17 gennaio 2009), è stata un'attrice e modella danese.

## Biografia
Figlia del giornalista e scrittore Ole, Trine perse la madre Nina Varberg in un incidente automobilistico nel 1969, quando aveva solo tre anni.
La sua prima comparsa come attrice è stata in Cyklen, un film di esercitazione presso la scuola di cinema. Poco dopo aver completato gli studi, le venne assegnato un ruolo nel gioco televisivo En verden der blegner  di Franz Ernst e Astrid Saalbach; nel gioco interpreta una giovane donna forte e politicamente impegnata.
Ebbe successo come modella nuda nelle riviste Ekstra Bladet (tra le "ragazze di pagina 9") e Ugens Rapport.
Nel 1984 vinse il titolo di Miss Danimarca. Trasferitasi in Italia, nel 1986 recitò in La Bonne di Salvatore Samperi la parte di Angela, una cameriera al centro di un ménage à trois, e nel 1987 impersonò Kim in Le foto di Gioia di Lamberto Bava. Nello stesso anno comparve, insieme a Donald Pleasence, nel cast di Spettri di Marcello Avallone.
Sempre nel 1987 fu protagonista del dramma erotico Tentazione di Sergio Bergonzelli, mentre per Gordon Hessler girò una breve parte come receptionist nel thriller di produzione statunitense La ragazza sull'altalena, tratto dal romanzo The Girl in the Rock di Richard Adams.
Nel 1998 lavorò per il film danese Idioti, diretto da Lars von Trier; l'anno successivo apparve nel cast del cortometraggio satirico di Søren Fauli Antenneforeningen.
Negli anni duemila interruppe la sua carriera di attrice, perché ad aprile del 2005 fece sapere, in un'intervista al settimanale Se og Hør, di essere in chemioterapia per un tumore diagnosticato a una scapola, da cui si era diffuso al sistema linfatico. A dicembre dello stesso anno si era propagato in gran parte del corpo e delle ossa.
Katrine Michelsen morì nel 2009, pochi giorni prima di compiere 43 anni.

## Filmografia

### Cinema
- La Bonne, regia di Salvatore Samperi (1986)
- Le foto di Gioia, regia di Lamberto Bava (1987)
- Spettri, regia di Marcello Avallone (1987)
- Tentazione, regia di Sergio Bergonzelli (1987)
- La ragazza sull'altalena, regia di Gordon Hessler (1988)
- Idioti, regia di Lars von Trier (1998)
- Antenneforeningen, regia di Søren Fauli (1999)

### Televisione
- En verden der blegner, regia di Franz Ernst – film TV (1984)
- Eva, regia di Vibeke Gad – film TV (1994)

### Videogiochi
- Cover Girl Strip Poker (1991)